# Ivan Dougherty
Ivan Noel Dougherty (6 avril 1907 - 4 mars 1998) est un officier de l'armée australienne pendant la Seconde Guerre mondiale et au début de la guerre froide.